# Gerry Browne
Gerry Browne (Puerto España; 9 de diciembre de 1944) es un exfutbolista trinitense que tenía el rol de delantero.

## Trayectoria
Luego de jugar en casa, se mudó en 1968 a los Estados Unidos de América para servir en los Washington Darts, una franquicia de la American Soccer League, ganando el torneo. Repitió el éxito en el siguiente campeonato, venciendo a los Syracuse Scorpions en la final.

## Selección nacional
Jugó para la selección nacional de Trinidad y Tobago cinco partidos entre 1965 y 1967, anotando dos goles. Estuvo con la selección amateur en los Juegos Panamericanos de Winnipeg 1967, ganando la medalla de bronce.

## Clubes
| Club             | País              | Año       |
| ---------------- | ----------------- | --------- |
| Colts            | Trinidad y Tobago | 1963      |
| Regiment         | Trinidad y Tobago | 1964-1968 |
| Washington Darts | Estados Unidos    | 1968-1971 |

## Palmarés

### Títulos nacionales
| Título                 | Equipo           | País           | Año  |
| ---------------------- | ---------------- | -------------- | ---- |
| American Soccer League | Washington Darts | Estados Unidos | 1968 |
| American Soccer League | Washington Darts | Estados Unidos | 1969 |